# Premio al mejor Baloncestista Masculino del Año de la Atlantic 10 Conference
El Premio al mejor Baloncestista Masculino del Año de la Atlantic 10 Conference (en inglés, Atlantic 10 Conference Conference Men's Basketball Player of the Year) es un galardón que otorga la Atlantic 10 Conference al jugador de baloncesto masculino más destacado del año. El premio se concede desde la temporada 1976–77. David West de Xavier es el único jugador en ganar el premio en tres ocasiones (2001–03). Otros cuatro jugadores —James Bailey, Earl Belcher, Greg Jones y Steven Smith — han resultado vencedores en dos ocasiones. Tres jugadores —Marcus Camby (1996), Jameer Nelson (2004) y Obi Toppin (2020) — han ganado el premio en la misma temporada en la que fueron nombrados Naismith College Player of the Year o recibieron el Premio John R. Wooden.
A fecha de 2025, Temple es la universidad con más ganadores con diez. Ha habido cuatro años en los que se ha entregado el premio a dos jugadores (1983, 2005, 2018 y 2024), y entre los actuales miembros de la A–10, tres universidades no cuentan con ganadores: Fordham, George Mason y Loyola Chicago.

## Ganadores

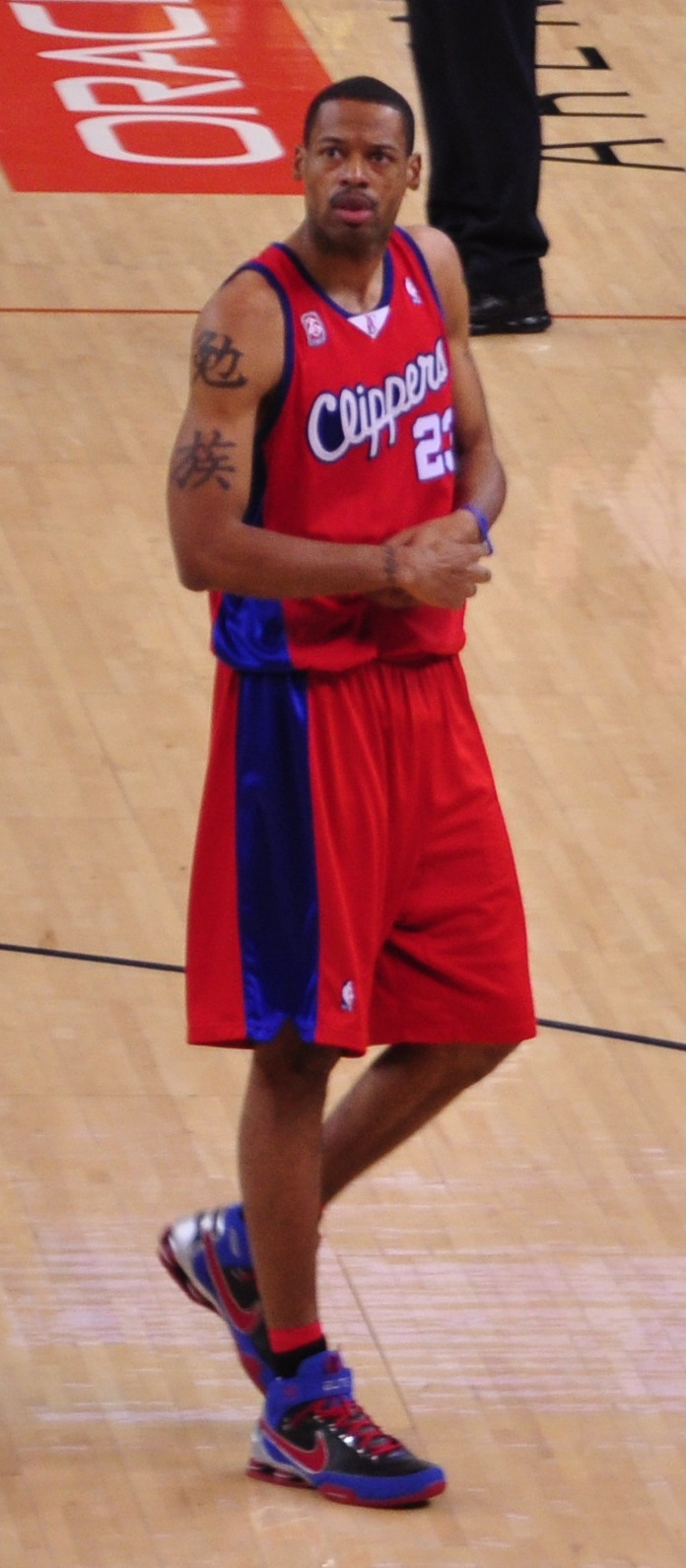
Marcus Camby ganó el premio en 1996 con Massachusetts.

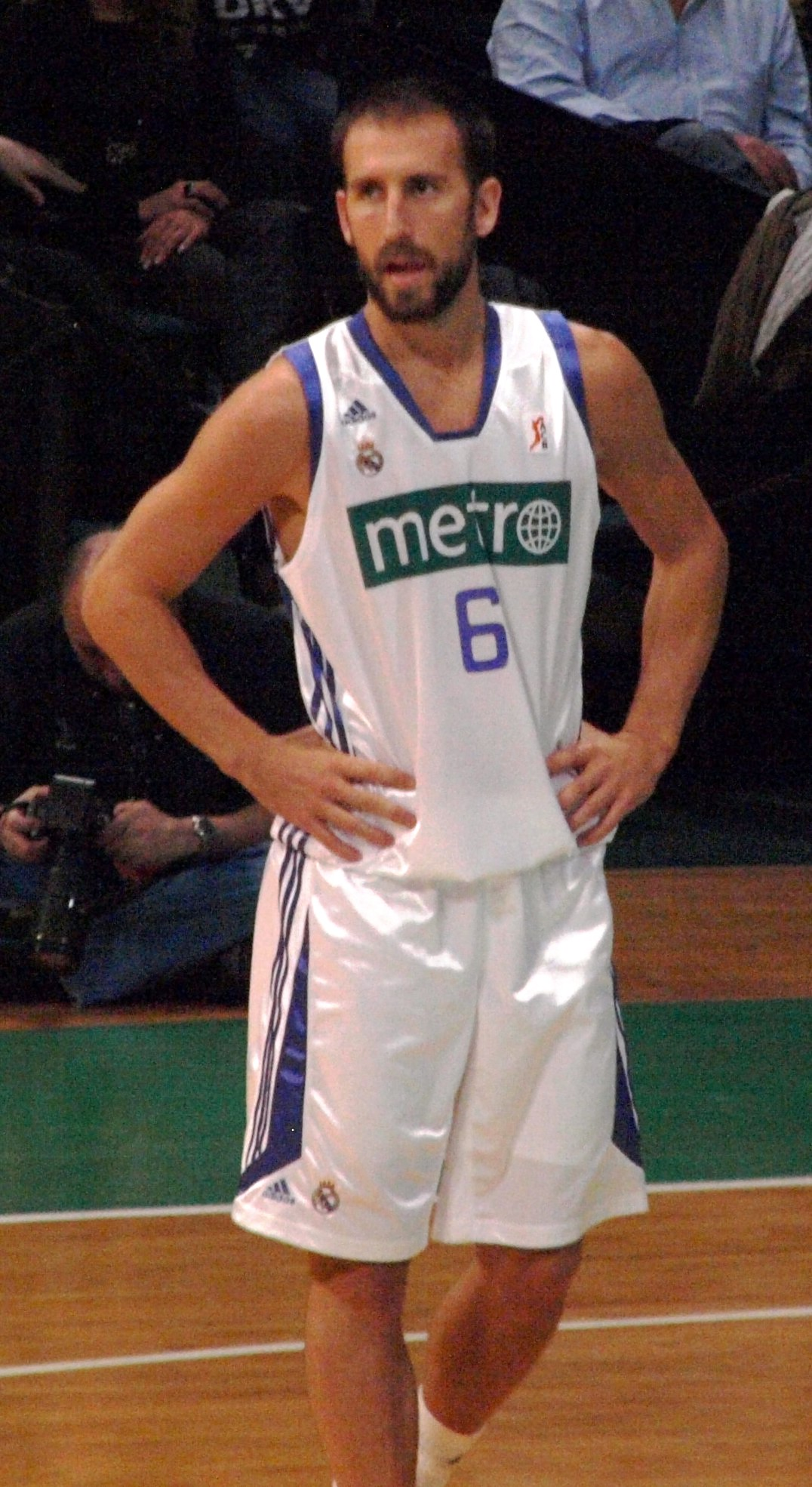
En Temple, el argentino Juan "Pepe" Sánchez ganó el premio en 2000.

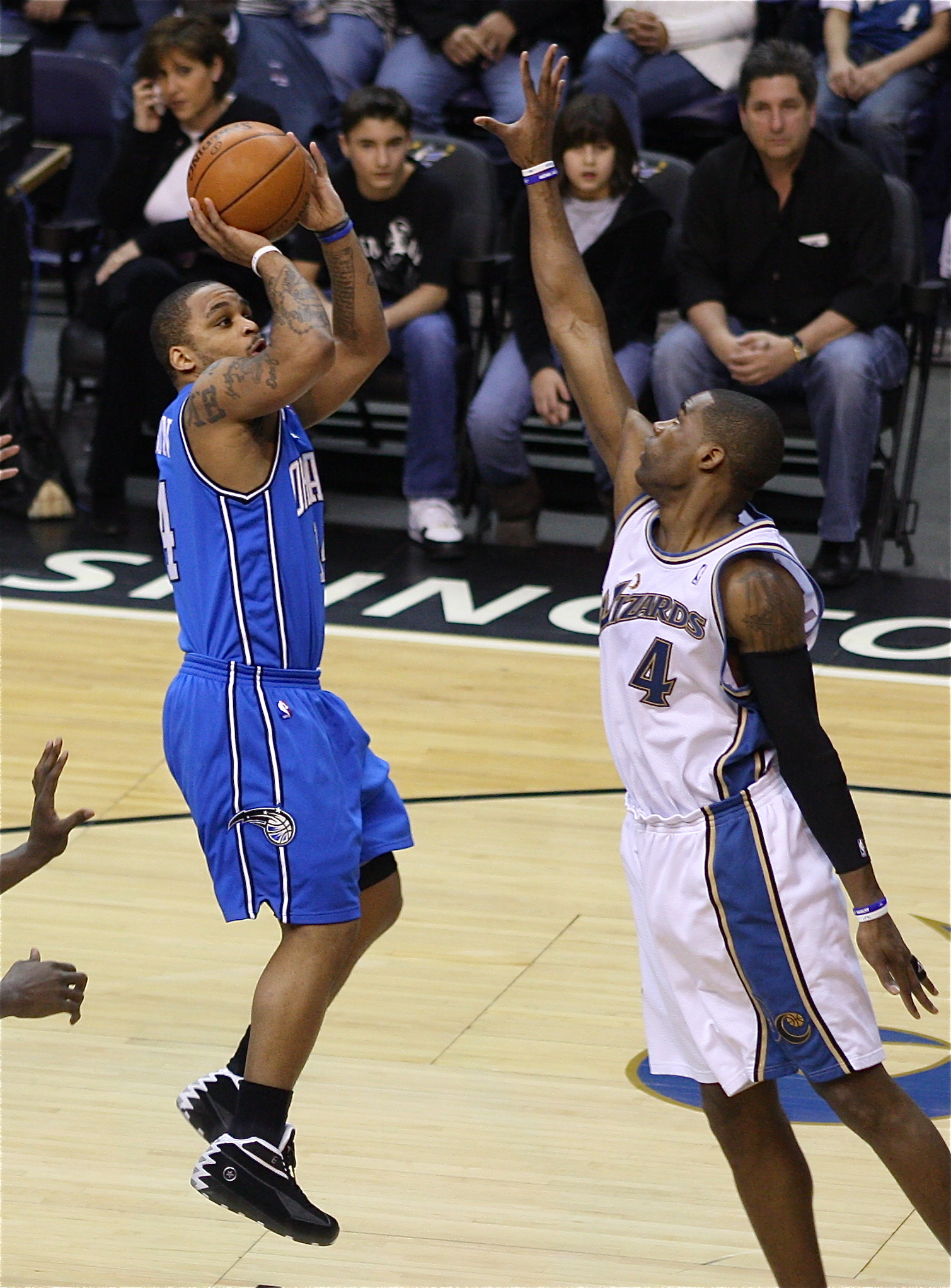
Jameer Nelson (izq.) ganó en 2004 con Saint Joseph's.

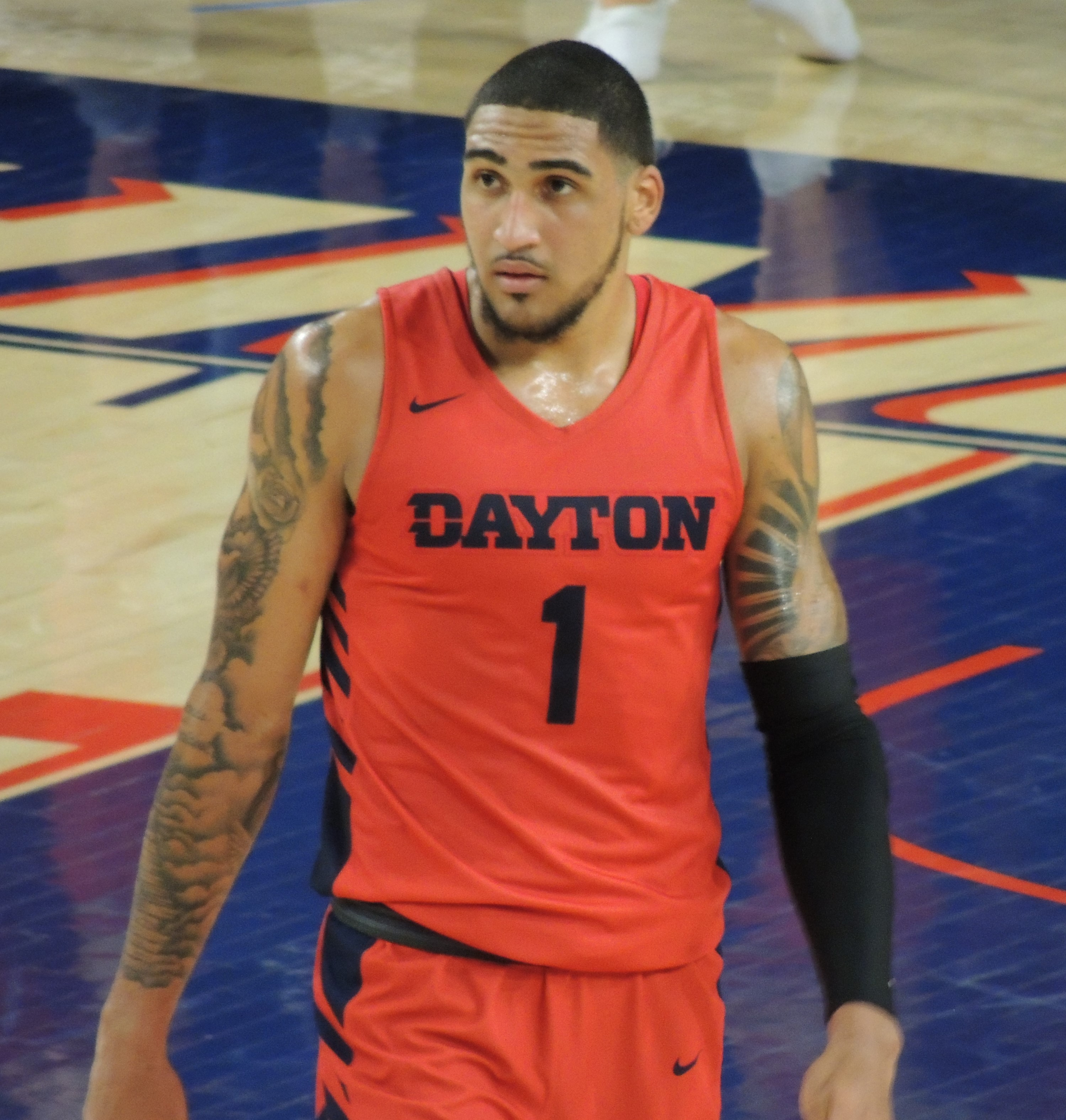
Obi Toppin ganó en 2020 con Dayton.

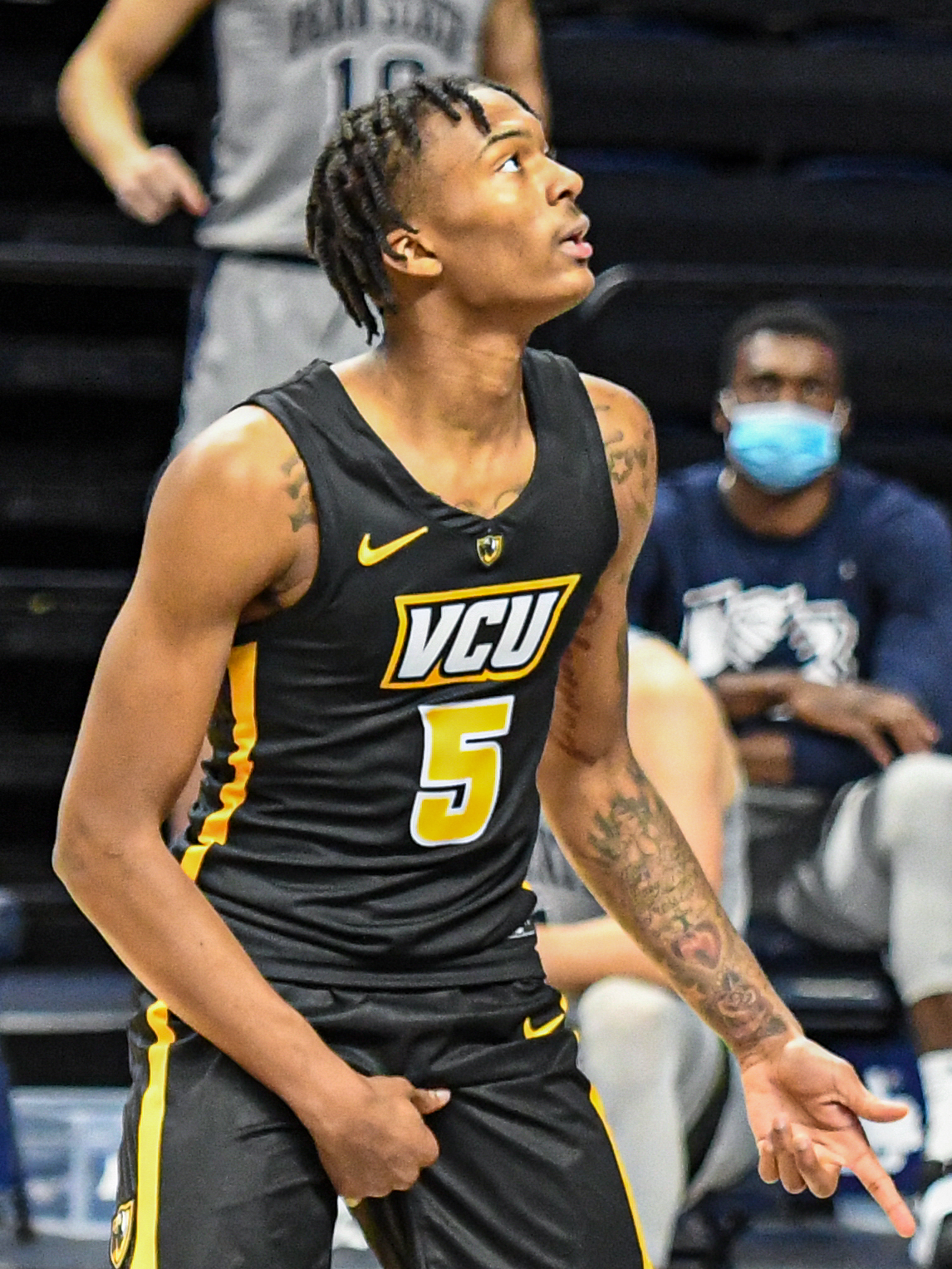
Bones Hyland ganó en 2021 con VCU.

| †           | Co-Jugadores del Año                                                                                                |
| *           | Ganador del premio al mejor universitario del año: el Naismith College Player of the Year o el John R. Wooden Award |
| Jugador (X) | Denota el número de veces que ha conseguido el galardón                                                             |

| Temporada | Jugador              | Universidad         | Posición          | Curso     |
| --------- | -------------------- | ------------------- | ----------------- | --------- |
| 1976–77   | Norm Nixon           | Duquesne            | Base              | Senior    |
| 1977–78   | James Bailey         | Rutgers             | Alero / Pívot     | Junior    |
| 1978–79   | James Bailey (2)     | Rutgers             | Alero / Pívot     | Senior    |
| 1979–80   | Earl Belcher         | St. Bonaventure     | Alero             | Junior    |
| 1980–81   | Earl Belcher (2)     | St. Bonaventure     | Alero             | Senior    |
| 1981–82   | Greg Jones           | Virginia Occidental | Base              | Junior    |
| 1982–83†  | Roy Hinson           | Rutgers             | Pívot             | Senior    |
| 1982–83†  | Greg Jones (2)       | Virginia Occidental | Base              | Senior    |
| 1983–84   | Terence Stansbury    | Temple              | Escolta           | Senior    |
| 1984–85   | Granger Hall         | Temple              | Pívot             | Senior    |
| 1985–86   | Maurice Martin       | Saint Joseph's      | Alero / Escolta   | Senior    |
| 1986–87   | Nate Blackwell       | Temple              | Base / Escolta    | Senior    |
| 1987–88   | Tim Perry            | Temple              | Ala-Pívot         | Senior    |
| 1988–89   | Mark Macon           | Temple              | Escolta           | Sophomore |
| 1989–90   | Kenny Green          | Rhode Island        | Pívot             | Senior    |
| 1990–91   | Keith Hughes         | Rutgers             | Ala-Pívot         | Senior    |
| 1991–92   | Harper Williams      | Massachusetts       | Ala-Pívot / Pívot | Junior    |
| 1992–93   | Aaron McKie          | Temple              | Base / Escolta    | Junior    |
| 1993–94   | Eddie Jones          | Temple              | Escolta           | Senior    |
| 1994–95   | Lou Roe              | Massachusetts       | Alero             | Senior    |
| 1995–96   | Marcus Camby*        | Massachusetts       | Pívot             | Junior    |
| 1996–97   | Marc Jackson         | Temple              | Pívot             | Senior    |
| 1997–98   | Cuttino Mobley       | Rhode Island        | Base / Escolta    | Senior    |
| 1998–99   | Shawnta Rogers       | George Washington   | Base              | Senior    |
| 1999–00   | Pepe Sánchez         | Temple              | Base              | Senior    |
| 2000–01   | David West           | Xavier              | Ala-Pívot         | Sophomore |
| 2001–02   | David West (2)       | Xavier              | Ala-Pívot         | Junior    |
| 2002–03   | David West (3)       | Xavier              | Ala-Pívot         | Senior    |
| 2003–04   | Jameer Nelson*       | Saint Joseph's      | Base              | Senior    |
| 2004–05†  | Pat Carroll          | Saint Joseph's      | Escolta           | Senior    |
| 2004–05†  | Steven Smith         | La Salle            | Alero             | Junior    |
| 2005–06   | Steven Smith (2)     | La Salle            | Alero             | Senior    |
| 2006–07   | Stephane Lasme       | Massachusetts       | Ala-Pívot         | Senior    |
| 2007–08   | Gary Forbes          | Massachusetts       | Alero / Escolta   | Senior    |
| 2008–09   | Ahmad Nivins         | Saint Joseph's      | Ala-Pívot / Pívot | Senior    |
| 2009–10   | Kevin Anderson       | Richmond            | Base              | Junior    |
| 2010–11   | Tu Holloway          | Xavier              | Base              | Junior    |
| 2011–12   | Andrew Nicholson     | St. Bonaventure     | Ala-Pívot         | Senior    |
| 2012–13   | Khalif Wyatt         | Temple              | Escolta           | Senior    |
| 2013–14   | Jordair Jett         | Saint Louis         | Escolta           | Senior    |
| 2014–15   | Tyler Kalinoski      | Davidson            | Base              | Senior    |
| 2015–16   | DeAndre' Bembry      | Saint Joseph's      | Alero             | Junior    |
| 2016–17   | T. J. Cline          | Richmond            | Alero             | Senior    |
| 2017–18†  | Jaylen Adams         | St. Bonaventure     | Base              | Senior    |
| 2017–18†  | Peyton Aldridge      | Davidson            | Alero             | Senior    |
| 2018–19   | Jón Axel Guðmundsson | Davidson            | Base / Escolta    | Junior    |
| 2019–20   | Obi Toppin*          | Dayton              | Ala-Pívot / Alero | Sophomore |
| 2020–21   | Nah'Shon Hyland      | VCU                 | Escolta           | Sophomore |
| 2021–22   | Luka Brajkovic       | Davidson            | Ala-Pívot         | Senior    |
| 2022–23   | Ace Baldwin Jr.      | VCU                 | Base              | Junior    |
| 2023–24†  | DaRon Holmes II      | Dayton              | Ala-Pívot         | Junior    |
| 2023–24†  | Jordan King          | Richmond            | Base              | Graduado  |
| 2024–25   | Max Shulga           | VCU                 | Base / Escolta    | Graduado  |

## Ganadores por universidad
| Universidad (en A-10 desde) | Premios | Años                                                       |
| --------------------------- | ------- | ---------------------------------------------------------- |
| Temple (1982)               | 10      | 1984, 1985, 1987, 1988, 1989, 1993, 1994, 1997, 2000, 2013 |
| Saint Joseph's (1982)       | 5       | 1986, 2004, 2005†, 2009, 2016                              |
| Massachusetts (1976)        | 5       | 1992, 1995, 1996, 2007, 2008                               |
| Rutgers (1976)              | 4       | 1978, 1979, 1983†, 1991                                    |
| Xavier (1995)               | 4       | 2001, 2002, 2003, 2011                                     |
| St. Bonaventure (1979)      | 4       | 1980, 1981, 2012, 2018†                                    |
| Davidson (2014)             | 4       | 2015, 2018†, 2019, 2022                                    |
| Richmond (2001)             | 3       | 2010, 2017, 2024†                                          |
| VCU (2012)                  | 3       | 2021, 2023, 2025                                           |
| La Salle (1995)             | 2       | 2005†, 2006                                                |
| Rhode Island (1980)         | 2       | 1990, 1998                                                 |
| Virginia Occidental (1976)  | 2       | 1982, 1983                                                 |
| Dayton (1995)               | 2       | 2020, 2024†                                                |
| Duquesne (1976)             | 1       | 1977                                                       |
| George Washington (1976)    | 1       | 1999                                                       |
| Saint Louis (2005)          | 1       | 2014                                                       |
| Fordham (1995)              | 0       | —                                                          |
| Charlotte (2005)            | 0       | —                                                          |
| Butler (2012)               | 0       | —                                                          |
| VCU (2012)                  | 0       | —                                                          |
| George Mason (2013)         | 0       | —                                                          |
| Loyola Chicago (2022)       | 0       | —                                                          |

Notas
1. ↑  Temple abandonó la A–10 por la American Athletic Conference en 2013.
2. 1 2  Rutgers y West Virginia abandonaron la conferencia en 1995.
3. 1 2  Xavier y Butler abandonaron la conferencia en julio de 2013 para unirse a la Big East Conference.
4. ↑  Duquesne abandonó la A–10 por la Midwestern Collegiate Conference durante el año académico 1992–93 pero regresó en 1993–94.
5. ↑  Charlotte abandonó la conferencia en 2013 para unirse a la Conference USA.

- Datos: Q4816274